# Dolichopeza sauteri
Dolichopeza sauteri är en tvåvingeart som först beskrevs av Riedel 1917.  Dolichopeza sauteri ingår i släktet Dolichopeza och familjen storharkrankar. Inga underarter finns listade i Catalogue of Life.